# Journal of Vision
Il Journal of Vision è una rivista scientifica online ad accesso aperto, specializzata nelle neuroscienze e nella psicologia del sistema visivo. Pubblica ricerche primarie di qualsiasi disciplina nell'ambito delle scienze visive. I contributi vengono sottoposti a revisione paritaria prima della pubblicazione e sono indicizzati da PubMed.